# Riposseduta
Riposseduta (Repossessed) è un film parodia del 1990 scritto e diretto da Bob Logan, con Linda Blair e Leslie Nielsen.
Parodia de L'esorcista (1973), il film vede come ragazza posseduta proprio la Blair, interprete del medesimo ruolo nel parodiato, ma con un nome diverso. 

## Trama
Padre Jebedaiah Mayii tiene una lezione a degli studenti molto particolari comprendenti un coro mormone che risponde al "presente" cantando, un ragazzo "secchione" che fa domande continuamente, e una ragazza abbastanza procace che cerca di irretire il prete mostrando le sue estremità raccontando una sua storia riguardante Nancy Aglet, una donna che esorcizzò due volte.
Nancy, modello ideale di casalinga americana e madre di famiglia, già una volta posseduta quando era ragazzina viene "riposseduta" dal diavolo attraverso lo schermo del televisore. Andando il giorno dopo all'ospedale i medici (tutti con la stessa barba, anche le donne!) la visitano senza ricavarne nulla. Quando la possessione inizia a essere palese anche alla famiglia della donna, il marito di Nancy fa venire per un controllo Padre Luke Brophy, parroco insicuro con carenze di autostima che tende a cimentarsi in sermoni incomprensibili e concludenti in frasi bibliche di circostanza. Brophy, già precedentemente contattato da Nancy, dopo essere stato aggredito dalla donna e sbattuto sul letto in un modo abbastanza goffo, annuncia la possessione.
Su precedenti indicazioni della stessa Nancy, Brophy va a cercare aiuto presso Padre Jebedaiah Mayii, che gli risponde di compiere da solo l'esorcismo perché troppo vecchio e debole di cuore dopo l'esorcismo di Nancy del 1973. Brophy chiede l'esorcismo presentando alla commissione delle diapositive che mostrano Nancy in stato di ripossessione (compresa una in cui lei legata a letto saluta ammiccante la macchina fotografica alla "compagnona"). L'esorcismo viene concesso ma affidato alla coppia Ernest e Fanny, due star della TV religiosa che vogliono far avvenire l'esorcismo in diretta e in prima serata.
Alla fine l'esorcismo viene mandato in tv e dopo varie bizzarrie avvenute durante la serata televisiva, Mayii decide di esorcizzare ancora una volta Nancy dal diavolo che ha provocato un pandemonio nello studio televisivo facendo fuggire tutti. Dopo molto tempo, l'esorcismo è compiuto grazie al Rock and roll e Nancy è di nuovo libera.

## Riconoscimenti
- Razzie Awards
  - Razzie Award alla peggior canzone originale: Charles Fox per He's Comin'Back (The Devil!)